# 污染

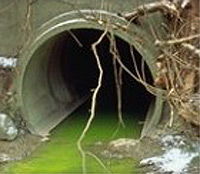
污水排放污染

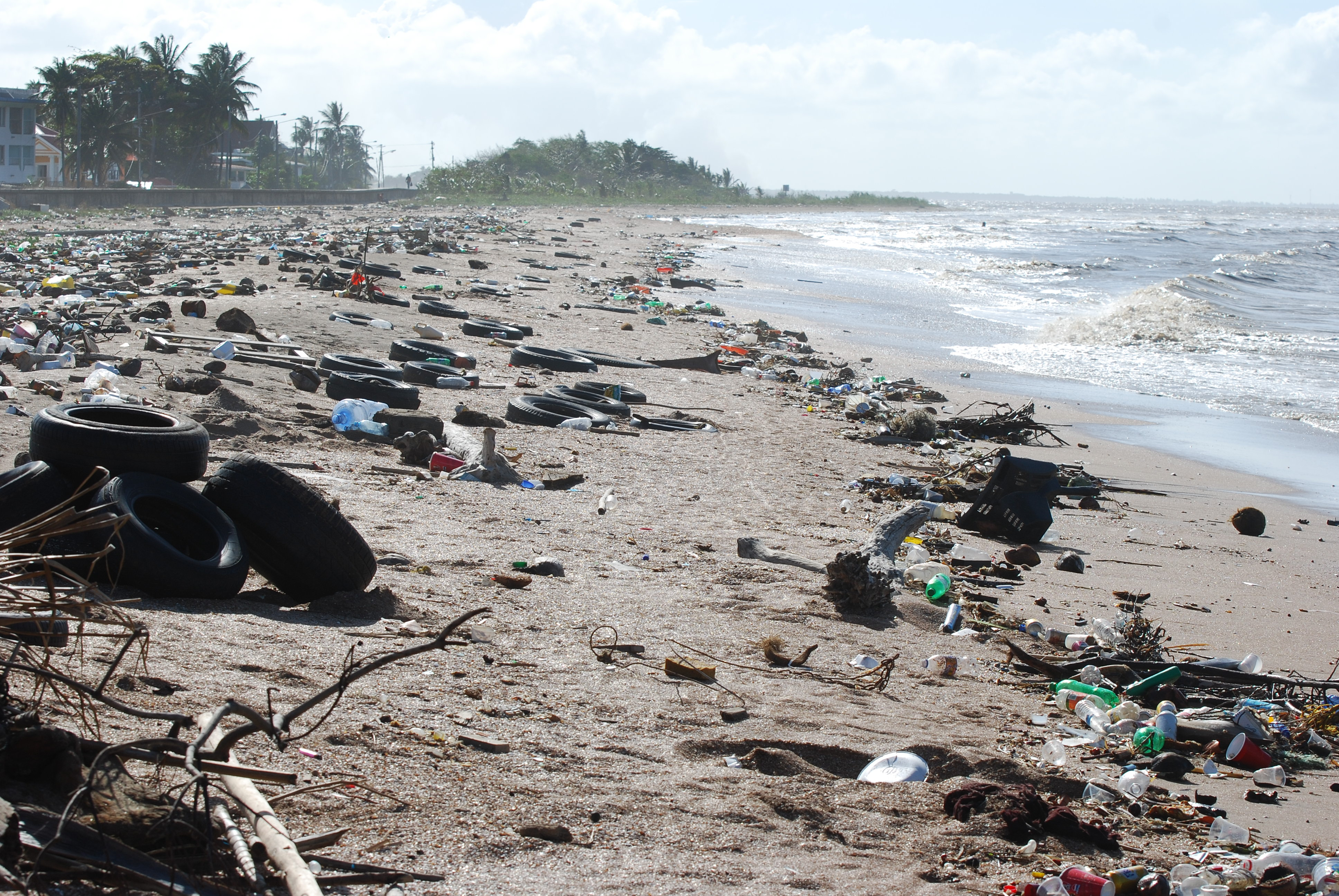
圭亚那海岸垃圾问题，2010年

污染指自然的或人為的向環境中添加某種物質而超過環境的自淨能力而產生危害的行為。主要對環境自然生態系統和人的健康產生危害，即使當時不造成危害，但後續效應有害也算是污染行為，如氮氧化物，雖然本身並不有害，但在陽光催化下與自由基等物質作用會轉化成光化學煙霧，對生物造成危害，對建築物造成腐蝕。
污染有兩種規模，區域性污染和全球性污染。過去人們的注意力只放在區域性污染上面。如燃燒煤會產生煙霧和二氧化硫，有害人的呼吸道健康，降低污染的注意力主要放在如何去除煙霧和處理二氧化硫方面。但最近幾十年，科學研究發現污染會造成全球效應，如燃燒煤產生的二氧化碳對人體健康不會造成危害，但二氧化碳的大量排放會引發劇烈的溫室效應，致使全球氣候的異常變化。
是否是污染取決於行為造成的後果，例如由於工業、農業生產或人類生活排放含有氮、磷的有機營養物質，會造成水體中藻類異常繁殖，因此在淡水水體中產生水華，在海洋中產生赤潮，也是一種污染。
环境污染有各种分类：
按環境要素分 ：大氣污染、水体污染、土壤污染。
按人類活動分：工業還境污染、城市环境污染、农业环境污染。
按造成环境污染的性质、来源分：化學污染、生物污染、物理污染（噪声污染、放射性、电磁波）固体废物污染、能源污染。
环境污染会给生态系统造成直接的破坏和影响，例如沙漠化、森林破坏、也会给生态系统和人类社会造成间接的危害，有时这种间接的环境效应的危害比当时造成的直接危害更大，也更难消除。例如，温室效应、酸雨、和臭氧层破坏就是由大气污染衍生出的环境效应。这 种由环境污染衍生的环境效应具有滞后性，往往在污染发生的当时不易被察觉或预料到，然而一旦发生就表示环境污染已经发展到相当严重的地步。当然，环境污染的最直接、最容易被人所感受的后果是使人类环境的质量下降，影响人类的生活质量、身体健康和生产活动。例如城市的空气污染造成空气污浊，人们的发病率上升等等；水污染使水环境质量恶化，饮用水源的质量普遍下降，威胁人的身体健康，引起胎儿早产或畸形等等。严重的污染事件不仅带来健康问题，也造成社会问题。随着污染的加剧和人们环境意识的提高，由于污染引起 的人群纠纷和冲突逐年增加。
由于人们对工业高度发达的负面影响预料不够,预防不利，导致了全球性的 三大危机 : 资源短缺、环境污染、生态破坏 . 人类不断的向环境排放污染物质。但由于大气、水、土壤等的扩散、稀释、氧化还原、生物降解等的作用。污染物质的浓度和毒性会自然降低，这种现象叫做 环境自净 。如果排放的物质超过了环境的自净能力，环境质量就会发生不良变化，危害人类健康和生存，这就发生了 环境污染 。

## 古代文明
空气污染总是伴随着所有文明。自史前时代起，污染物就随着人类生火开始了。根据1983年《科学》杂志的报道，“史前洞穴里的烟灰足以证明由于篝火缺乏通风而导致高度污染。”金属冶炼在室外也对空气造成污染。格林兰冰川岩石样本显示的污染与希腊、罗马和中国金属生产有关，但在当时污染量相对较小，自然可以承受。

## 城市污染

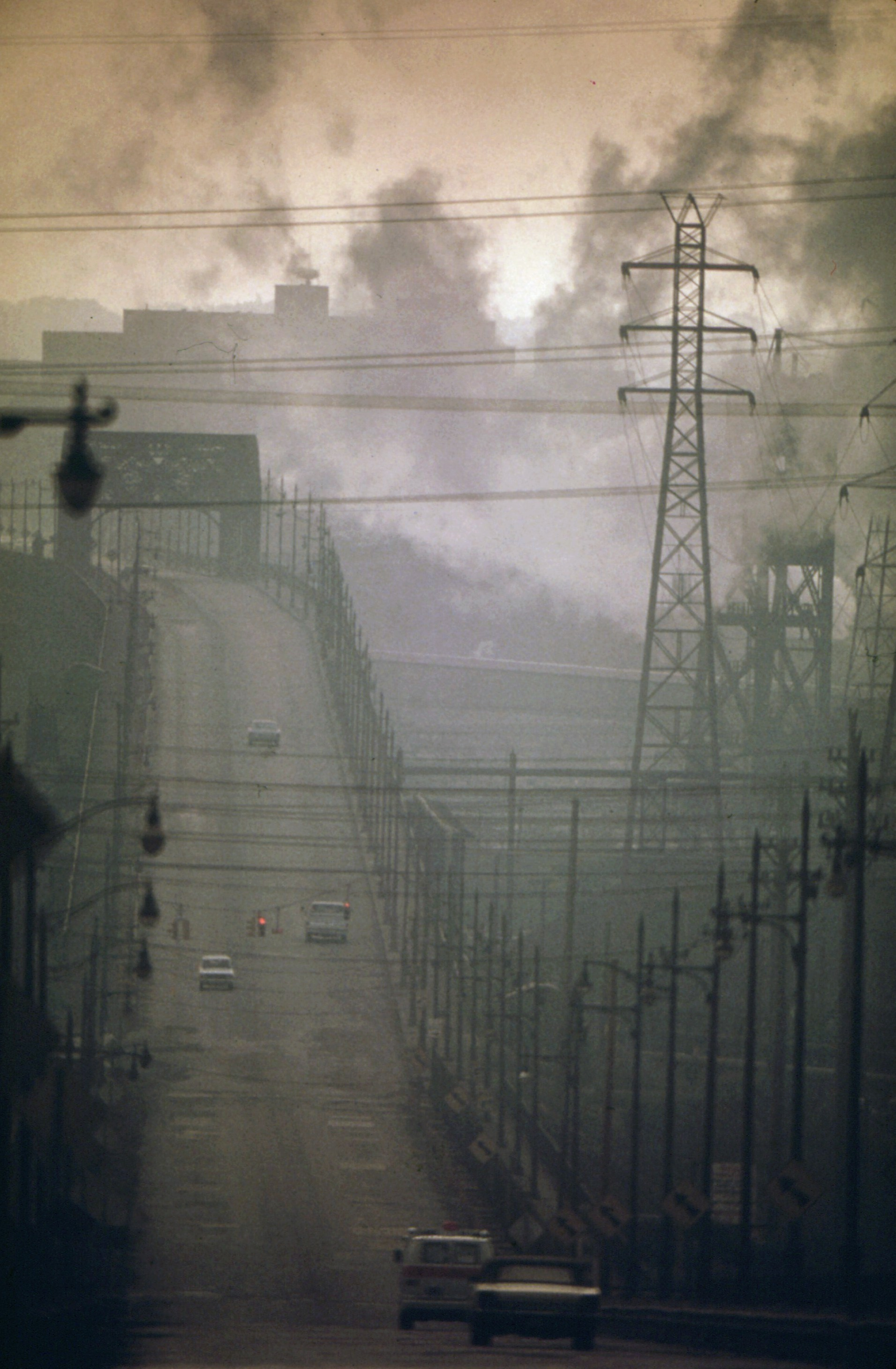
美国空气污染，1973年

燃烧煤炭和木柴，在聚居区的大量马匹使得城市成为污染大粪坑。工业革命后，未经处理的化学物质连同废物一道流入作为饮用水的溪流中。在烟尘成了祸患后，英格兰爱德华一世于1272年在伦敦禁止燃烧海煤。但是在英格兰这种燃料十分普遍，以至于它因此得名，拿个独轮手推车就能从海岸运上来。
空气污染持续困扰着英国，特别是工业革命后期，并一直延续到近期的1952年伦敦烟雾事件。1858年，泰晤士河爆发大惡臭，打破伦敦早期水质记录，然后推动伦敦排水系统建设。当人口增长后，污染问题已经超过了街坊邻居所能处理的范围。改革家们要求建立排污系统，洁净水源。
今天的环境污染诞生于工业革命。大型工厂消耗了更大量的煤炭，使得空气污染变得非常嚴重，难以估量的工业化学物质被排放，混合着未经处理的人类废物。美国芝加哥和辛辛那提两城市于1881年率先颁布法案，保障空气洁净。在美国二十世纪初期，污染物成了大问题：煤导致了空气污染，不卫生导致了水污染，300万马匹造成了街道污染，拉了成堆的屎、撒了海量的尿——进步改革家对此重拳出击。正如历史学家马丁·梅洛西所述，那一世代的人开始认为汽车能够代替马匹，是“洁净的奇迹”。然而到了二十世纪四十年代，汽车所造成的雾霾成为洛杉矶的大患。
二十世纪早期，其它城市也接连效法，内政部建立了短命的空气污染办公室。洛杉矶和多诺拉在二十世纪四十年代遭遇了严重的雾霾，成为前车之鉴。
1870年，欧洲卫生条件最差的是柏林。奥古斯特·倍倍尔回忆了十九世纪七十年代末排污系统建立之前的环境：
“房子里流出来的废水进入水沟，在路边乱流，散发出可怕的恶臭。街头和广场没有公共厕所。访客，特别是妇女，在自然要求时感到绝望。在公共建筑里，卫生设施可谓无法想象的原始 .... 作为一个大都市，柏林并没有脱离野蛮人国度，到了1870年后才进入文明世界。”
原始的环境无法满足一国之都，德意志帝国政府招来科学家、工程师和城市规划专家，意图解决柏林城市问题，打造世界模范都市。1906年，一位英国专家总结道柏林是“科学、秩序和公共生活方式最完备的应用，”并补充道“它是公民管理的奇迹，是最现代化、组织最完美的城市。”
二战后，人们意识到大气污染广泛散布，深恐核战争和核试验导致放射性物质坠落。随后，一个非核事件，即1952年伦敦烟雾事件要了至少4000人的命。这促进了第一个的重要现代环境立法，即1956年清洁空气法出台。

美国公众在二十世纪五十年代中期到七十年代早期开始注意到污染物，国会通过了噪声控制法、清洁空气法和清洁水源法，以及全美环境政策法。

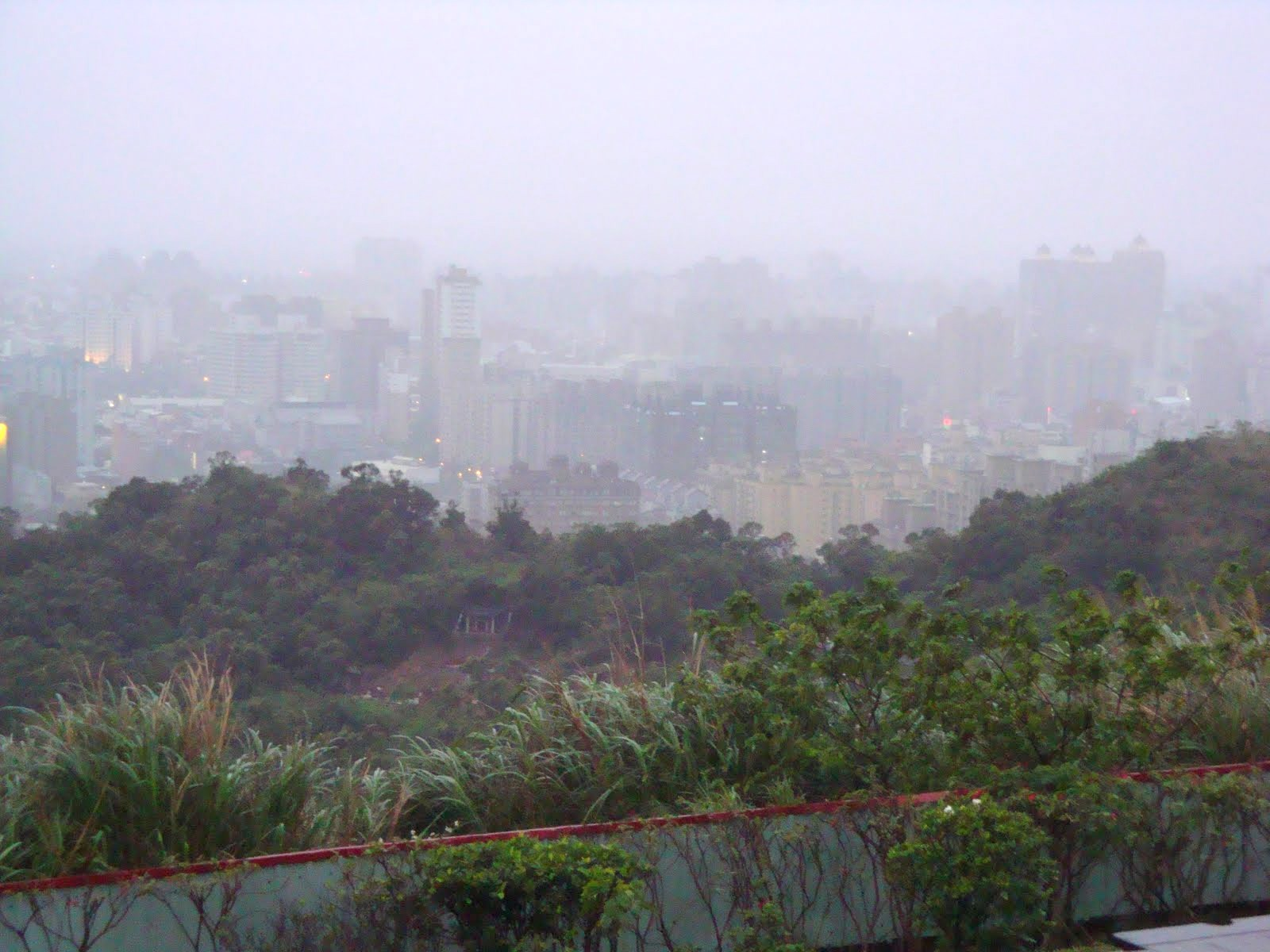
台湾雾霾

一些严重的污染事件推动了公众觉悟。在哈德逊河倾泻多氯联苯导致美国环保局在1974年禁止该河捕鱼。爱河自1947年起长期受多氯代二苯并二恶英污染，在1978年成为全美新闻，推动1980年超级基金法颁布。工业土地被污染，得名棕土，该词现在为城市规划常见词汇。
核科学的发展导致放射性污染，在百年或千年之内释放致命的放射线。卡拉恰伊湖被世界观察研究所定为地球上“污染之最”，后者在二十世纪五十到六十年代成为苏联垃圾场。第二个地点为俄罗斯车里雅宾斯克，为“星球上最受污染的地区。”
核武器在冷战期间持续测试，特别是早期发展阶段。随着受害人口不断增长，放射性对人类健康危害严重的理解不断加深，并伴随着对核武器的禁止使用。虽然该工业活动谨小慎微，但三哩岛核电站和切尔诺贝利所造成的灾难依然警钟长鸣，难以取信于民。世界媒体都专注报道这些灾难。对全面禁止核试验条约的广泛支持几乎让所有大气内核实验绝迹。
国际灾难有1978年布列塔尼半岛美国石油公司加的斯油轮失事和1984年博帕尔事件都展示了问题的普遍性，以及影响的程度。自然大气和海洋无国界的本质必然导致污染物在全球范围内产生影响，如全球变暖。最近，词汇持久性有机污染物被用来形容一组化学物质，如多溴二苯醚和碳氟化合物等。虽然它们的影响依然没有得到充分理解，缺乏足够的实验数据，但它们已经在各种远离工业活动的生态栖息地，如北极圈检查到。这展示了在短期广泛使用后的扩散和生物体内积累。
最近发现的问题是太平洋垃圾带，是由北太平洋环流搜集的大量塑料、化学沉淀物和其他残骸。这一问题较之其它熟知的污染问题来说相对陌生，但是依然有严重的后果，会增加野生動物的死亡率，散布入侵物种和人类摄取有毒化学物质。组织如5号环流正在研究污染物，它与艺术家如马丽娜·德布里正在宣传这些问题。
地方和全球污染物的泛滥和不断觉悟的公众逐渐推动了环境保护主义和环保运动，从总体上试图限制人类对环境的影响活动。

## 形式
污染的主要形式如下，包括相应的污染物：

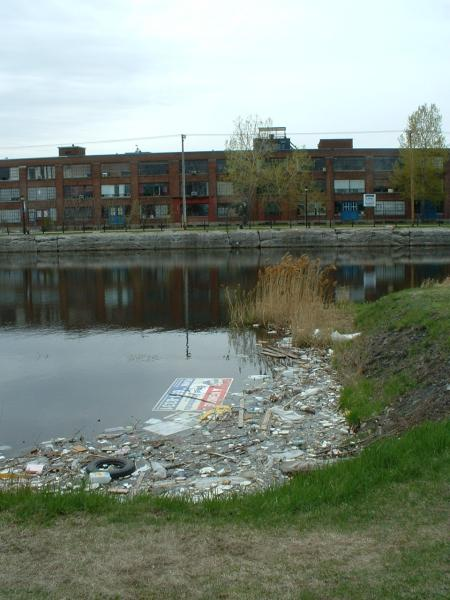
加拿大蒙特利尔拉新运河被污染。

- 空气污染：将化学和颗粒物释放进入大气。常见的有害气体有工业和机动车释放的一氧化碳、二氧化硫、氟利昂和一氧化氮。光化学物质如臭氧和烟雾可以由氮氧化合物和碳氢化合物与阳光反应生成。颗粒物或细微粉尘则由它们的微米大小，即PM10 to PM2.5来决定。

- 光害: 包括光线侵犯、照明过度和天文干扰等。
- 乱丢垃圾: 将人造物乱扔到公共和私人场合下。
- 噪声污染: 包括道路噪声、飞行器噪声、工业噪声以及高强度声纳。
- 土壤污染即化学物质被泼洒进入土地。最显著的土壤污染物有碳氢化合物、重金属、 甲基叔丁基醚、[20]除草剂、杀虫剂和有机氯化合物物质等。
- 放射性污染来自二十世纪发现的核物理，如核电站或核武器研究、制造和使用。(见α粒子和锕系。)
- 热污染是由于人类活动导致自然水体温度改变，如将水用于电厂冷却。
- 视觉污染包括高架高压线路、公路广告牌、地理破坏(如露天开采)，填埋垃圾、城市固体废弃物或太空垃圾。
- 水污染将商业和工业废水(故意或遗漏)排泄如水体表面；将未经处理的居家垃圾、化学物质，如氯排放进入水体。将垃圾和污染物释放进入地表径流后流入水源（包括城市径流和农业径流，后者包含化学肥料和杀虫剂）；垃圾进入地表水；富营养化等。

## 污染物
污染物是废弃的物质，会污染空气、水源和土地。污染程度由三个要素决定：化学性质、浓度和持续时间。

## 成本
污染会带来成本。制造活动会导致空气污染，影响健康，让整个社会为清扫背负成本，若邻里某一个人选择自保则能幸免。如果外部成本存在，如污染，生产商会选择多生产以支付环保费用。因为自我指导的行为一部分责任或后果在自身之外，即外化存在。如果对外有益，例如公共安全，那么更少的物资就会被生产，因为生产商会因己利利人、己达达人而得到补偿。

## 来源与致因

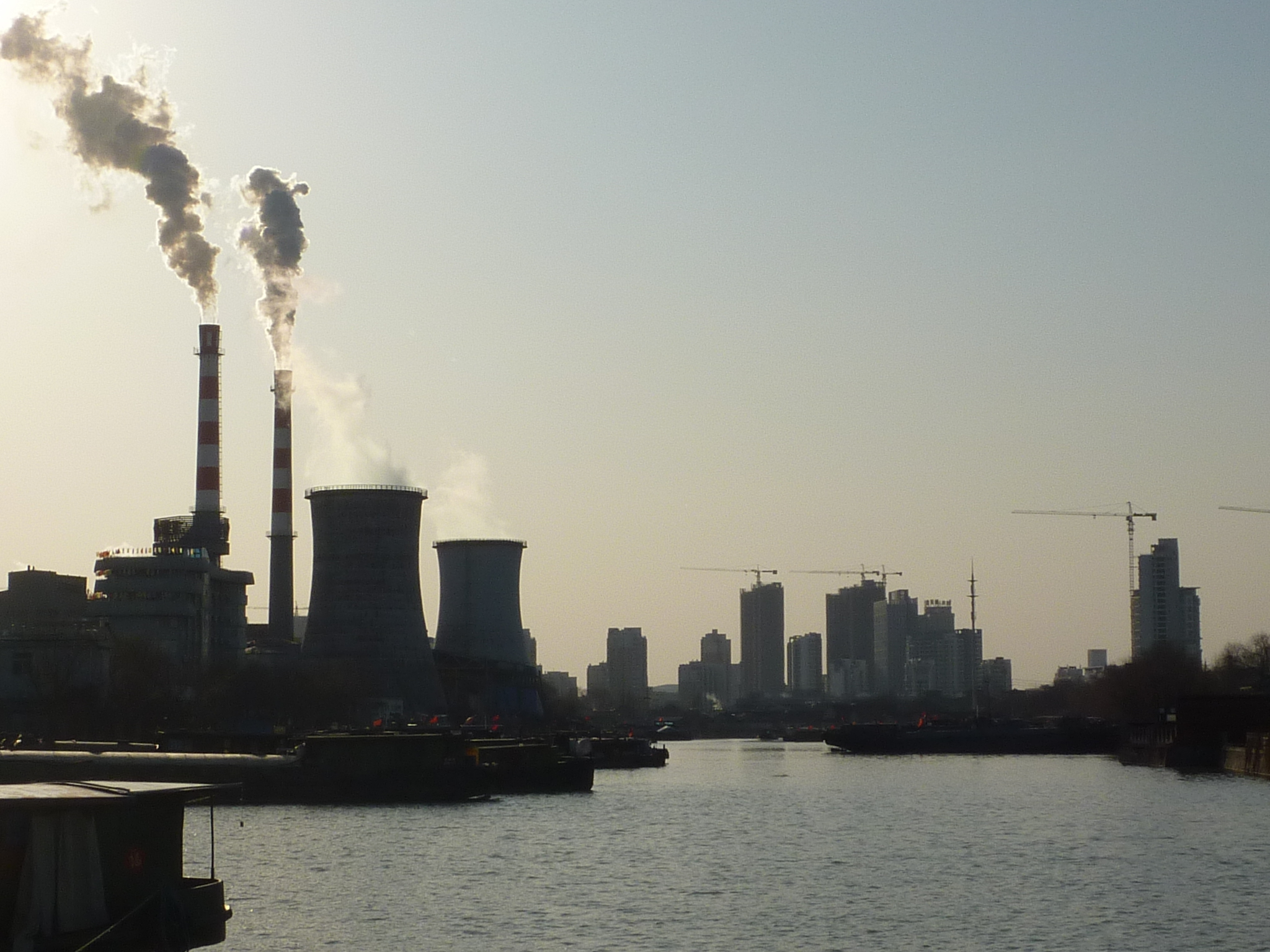
工业地区的电厂，中国扬州南部

### 對人類的傷害

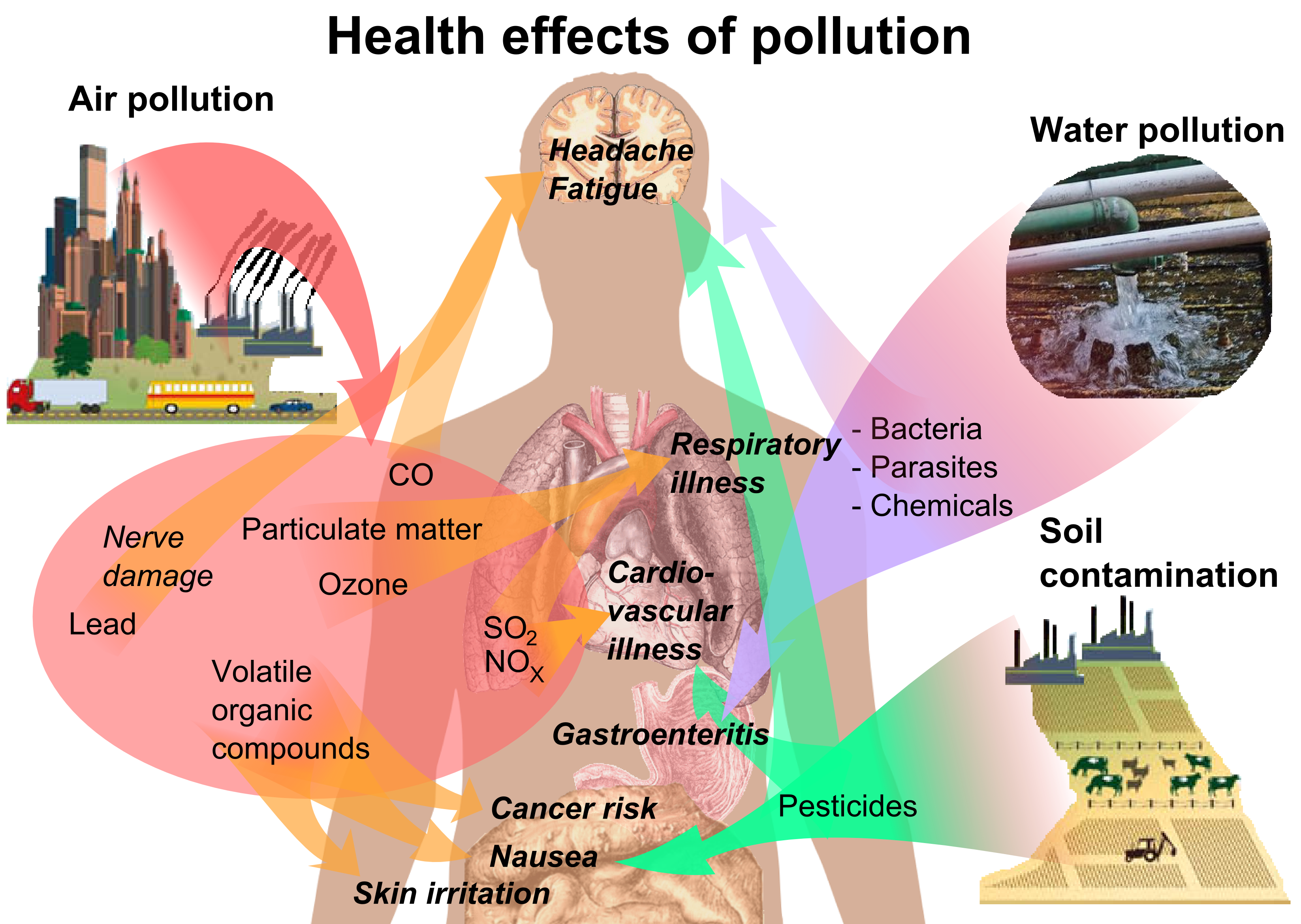
常见污染物对人类健康影响总览。

### 對人類以外生物的傷害

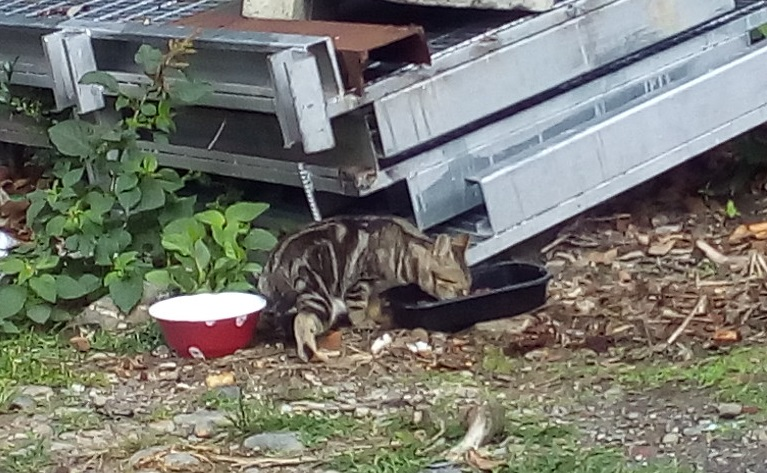
野貓正在吃人類丟棄的便當，這可能會對貓造成傷害。

## 污染物控制

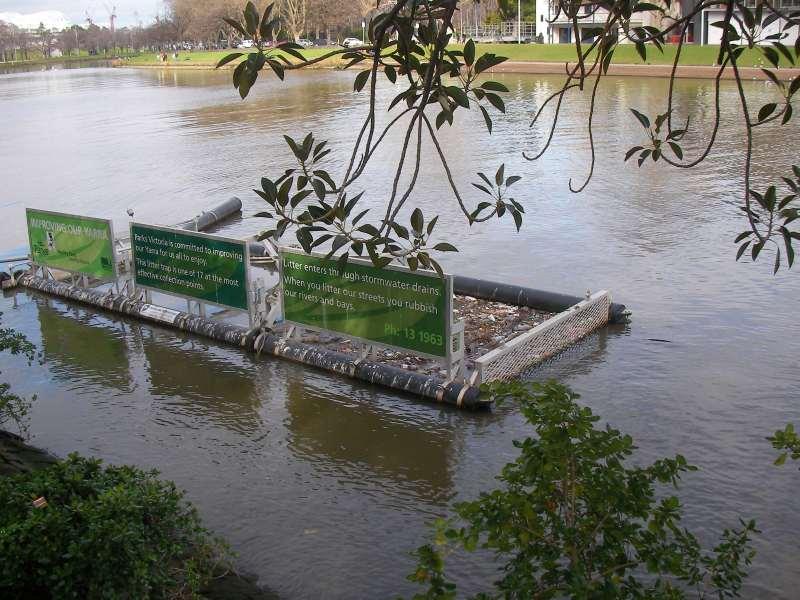
雅拉河上搜集漂浮废物的袋子，澳大利亚维多利亚中东部

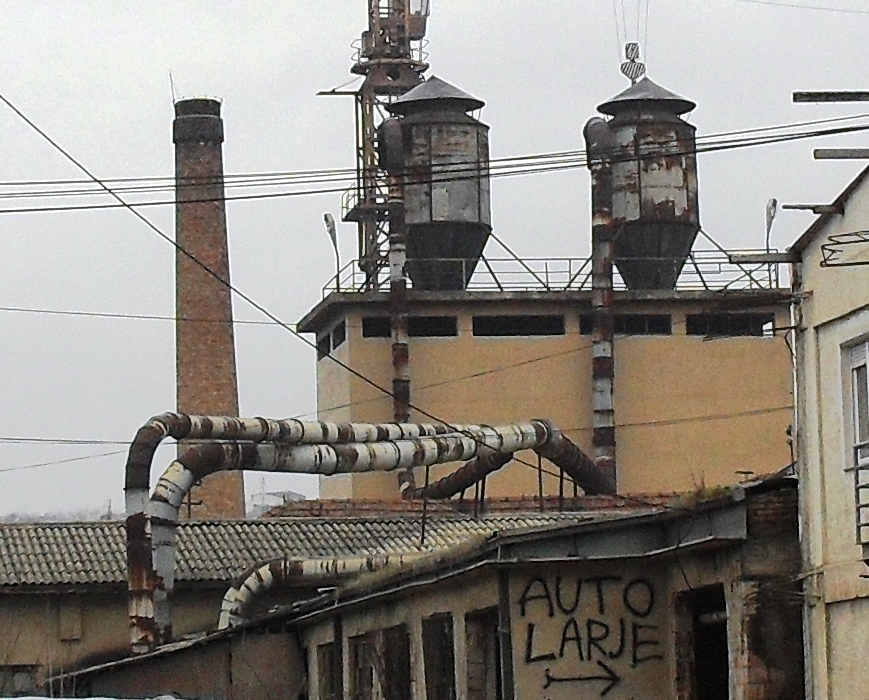
科索沃普里什蒂纳的集尘器

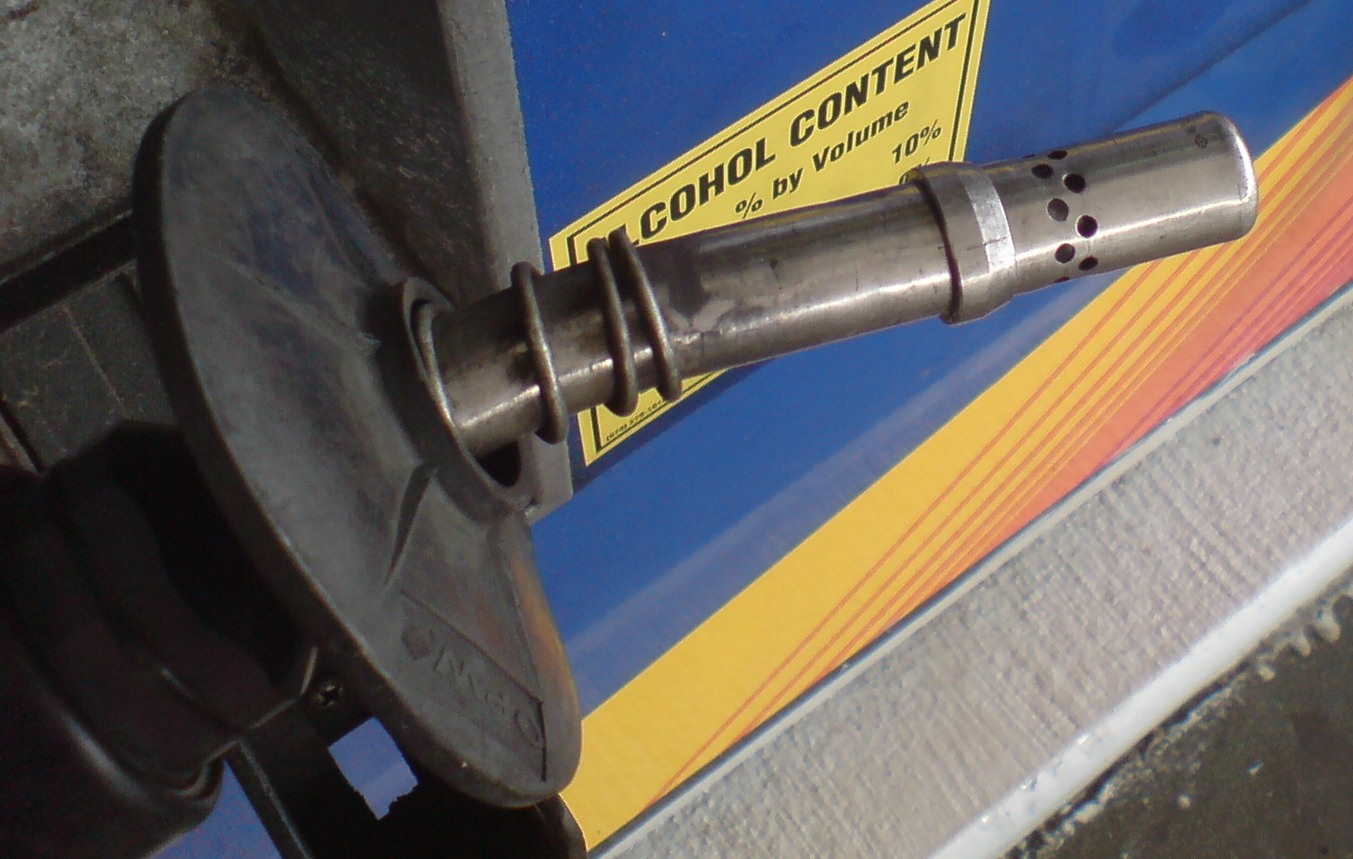
蒸汽回收嘴

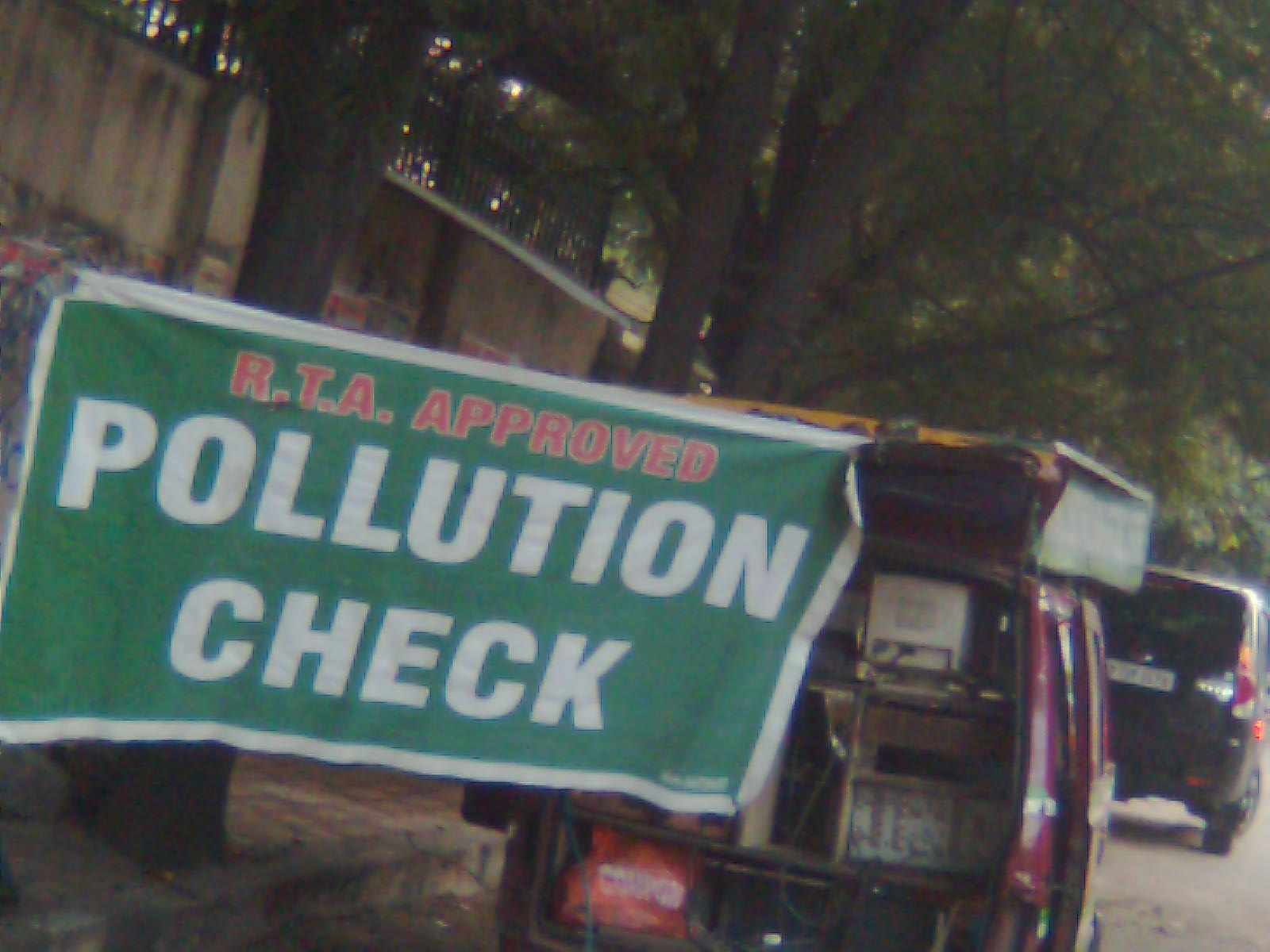
印度汽车检查污染。

## 展望

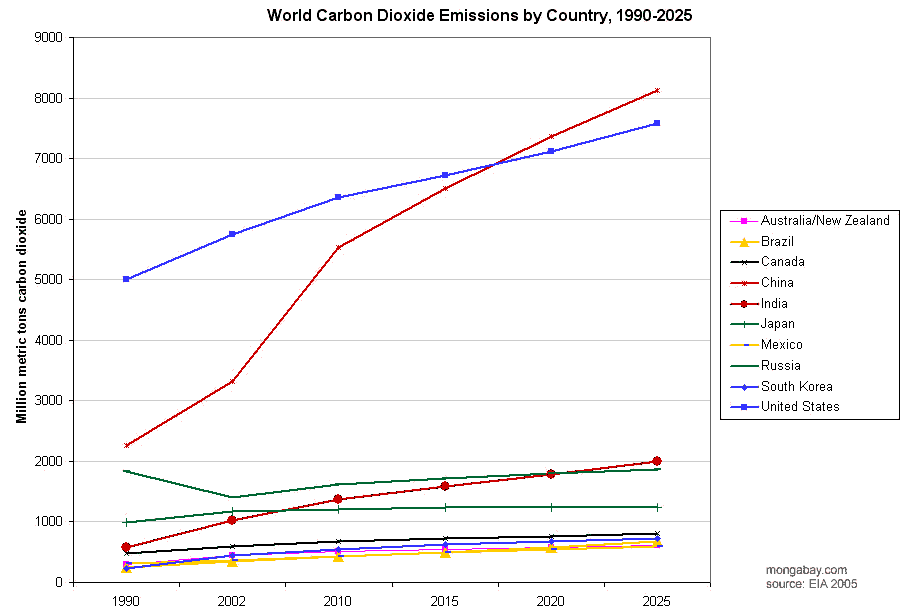
国家CO_{2}历史和计划排放量。
来源：美国能源信息部。